# Lanzen-Schildfarn

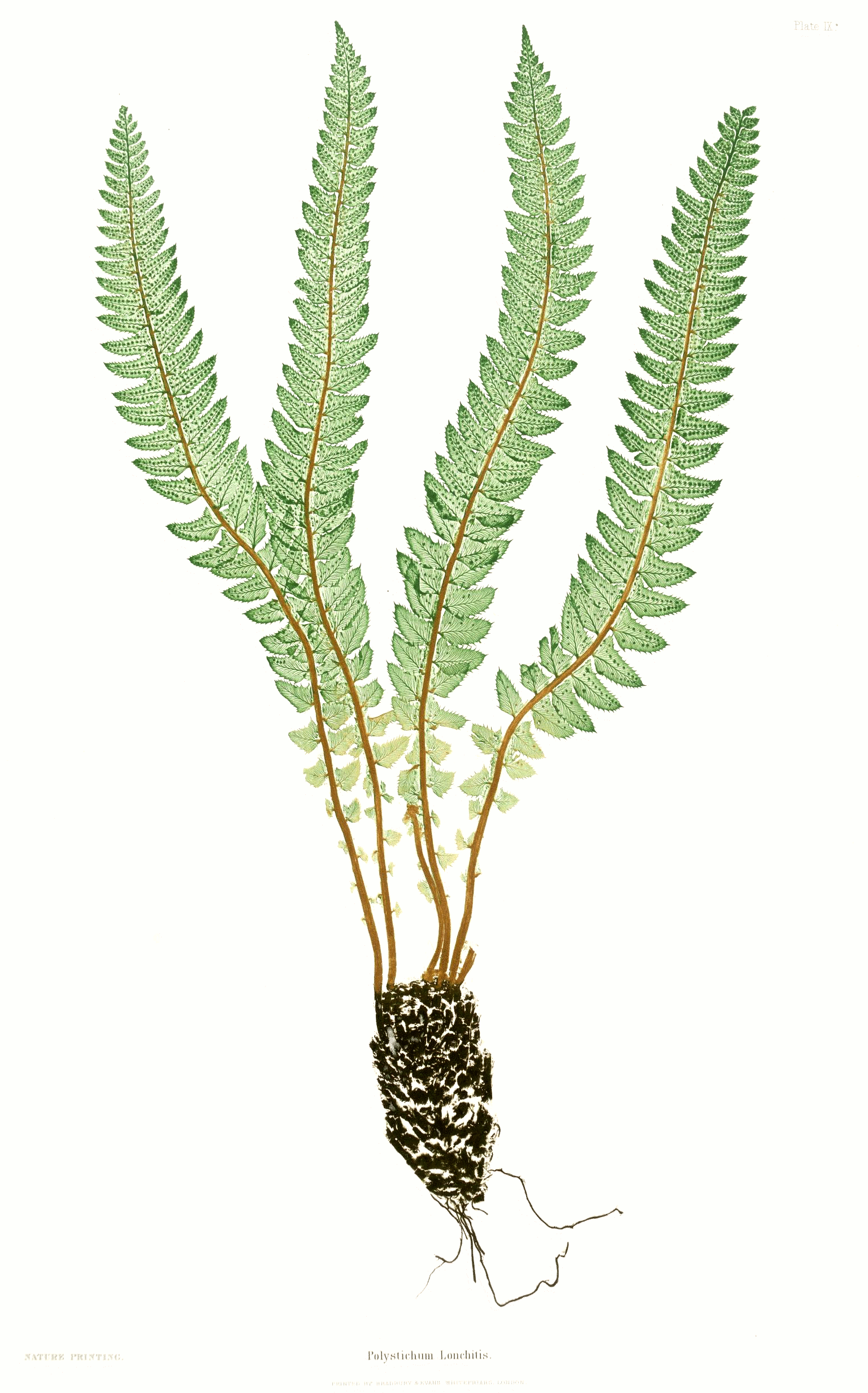
Illustration

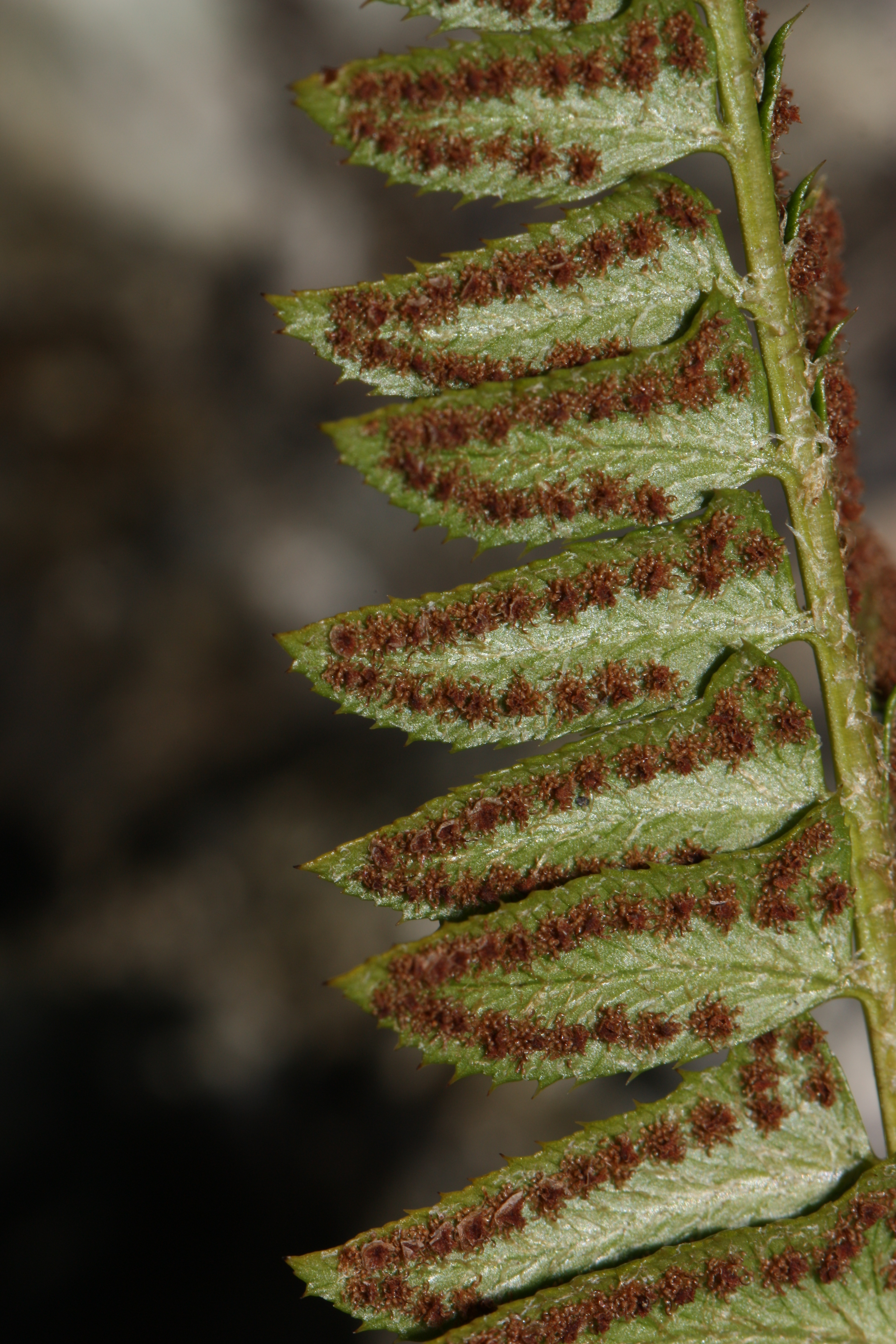
Wedel von unten mit Sporangien

Der Lanzen-Schildfarn (Polystichum lonchitis) ist eine Pflanzenart aus der Gattung der Schildfarne (Polystichum) innerhalb der Familie der Wurmfarngewächse (Dryopteridaceae). Unter den Schildfarnen zeichnet er sich durch die nur einfach gefiederten Wedel aus. Er kommt in Mitteleuropa vor allem in den Kalkalpen vor.

## Beschreibung
Beim Lanzen-Schildfarn handelt es sich um einen ausdauernde krautige Pflanze. Die steif aufrechten und höchstens an der Spitze etwas hängenden Wedel können Längen zwischen 10 und 50 (bis 65) Zentimetern erreichen, meist sind es jedoch 20 bis 30 Zentimeter. Die Wedel sind nur einfach gefiedert und im Umriss schmal-lanzettlich; sie sind wintergrün. Ihre breiteste Stelle befindet sich ungefähr in der Wedelmitte oder etwas darüber. Die Wedel sind nur 2 bis 7 Zentimeter lang gestielt. Ihre Rhachis ist im unteren Teil mit hellbraunen Schuppen bedeckt, die weiter oben nach und nach kleiner werden.
Die Blattspreite umfasst auf jeder Seite (15 bis) 30 bis 50 Fiedern. Die derb ledrigen Fiederblättchen sind im unteren Teil der Wedel ungefähr dreieckig, weiter oben eher lanzettlich und meist etwas nach vorne gebogen. Ihr Rand ist dornig gezähnt, nicht selten mit nach unten gekrümmten Zähnen, und an der Blättchenspitze mit borstig verlängerten Stacheln. Oft befindet sich am Grund des vorderen Randes, zumindest bei den unteren Fiederblättchen, ein nach vorne gerichteter, breiter Zahn. Die Fiedern sind sehr kurz gestielt, sie sind etwa 30 Millimeter lang und 8 Millimeter breit. Sori finden sich meist nur auf der oberen Blatthälfte. Sporenreife ist Juni bis September.
Die Chromosomenzahl der Art ist 2n = 82.

## Ökologie
Die Wedel sind über den Gefäßbündeln benetzbar, was der zusätzlichen Wasseraufnahme dient.

## Vorkommen
Der Lanzen-Schildfarn ist in den gesamten gemäßigten Breiten (meridionale bis arktische Zone) der Nordhalbkugel verbreitet. Er kommt dort in den borealen Nadelwäldern und in den Gebirgen vor, vor allem in Kalkgebieten. Das Verbreitungsgebiet umfasst Europa, Asien, Nordamerika und Grönland. In Afrika kommt er nur in Marokko vor. In Europa kommt er in fast allen Ländern vor und fehlt ursprünglich nur in Portugal, Dänemark, Litauen, Belarus, Moldau, Kosovo und im europäischen Teil der Türkei.
Er wächst in Felsspalten und auf Schuttfluren. Er ist in Mitteleuropa pflanzensoziologisch eine Charakterart des Polystichetum lonchitidis aus dem Verband Petasition paradoxi.
Der Lanzen-Schildfarn ist einer der am höchsten steigenden Farne, der beispielsweise am Morteratschgletscher in der Schweiz noch in einer Höhenlage von 2700 Metern gefunden wurde. In den Allgäuer Alpen steigt er in Vorarlberg am Widderstein bis zu 2400 m Meereshöhe auf. In der Sierre Nevada in Spanien gedeiht er auf Glimmerschiefer bis in 3165 Meter Meereshöhe.
In Mitteleuropa ist er in den Kalkgebieten der Alpen und des Alpenvorlandes recht verbreitet. Ansonsten kommt er eher selten vor. Er ist in Deutschland gesetzlich geschützt.
Die ökologischen Zeigerwerte nach Landolt et al. 2010 sind in der Schweiz: Feuchtezahl F = 3 (mäßig feucht), Lichtzahl L = 2 (schattig), Reaktionszahl R = 4 (neutral bis basisch), Temperaturzahl T = 2+ (unter-subalpin und ober-montan), Nährstoffzahl N = 3 (mäßig nährstoffarm bis mäßig nährstoffreich), Kontinentalitätszahl K = 2 (subozeanisch).

## Verwendung
Der Lanzen-Schildfarn ist als Zierpflanze für beschattete Steingärten und Mauern sehr zu empfehlen. Es dürfen aber nur Exemplare aus gärtnerischer Kultur dazu verwendet werden, da eine ganze Reihe von Farnarten in Deutschland unter Naturschutz stehen.
Dazu gehören außer dem Lanzen-Schildfarn als Zierpflanzen geeignete Arten auch:
- Gelappter Schildfarn (Polystichum aculeatum)
- Zarter Schildfarn (Polystichum braunii)
- Grannen-Schildfarn (Polystichum setiferum)
- Azoren-Streifenfarn (Asplenium azoricum)
- Milzfarn (Asplenium ceterach)
- Serpentin-Streifenfarn (Asplenium cuneifolium)
- Jura-Streifenfarn (Asplenium fontanum)
- Französischer Streifenfarn (Asplenium foreziense)
- Lanzettblättriger Streifenfarn (Asplenium obovatum subsp. lanceolatum)
- Krauser Rollfarn (Cryptogramma crispa)
- Kammfarn (Dryopteris cristata)
- Berg-Blasenfarn (Cystopteris montana)
- Sudeten-Blasenfarn ( Cystopteris sudetica)
- Rostroter Wimperfarn (Woodsia ilvensis)
- Königsfarn (Osmunda regalis)
- Hirschzungenfarn (Asplenium scolopendrium)[8]

## Taxonomie
Der Lanzen-Schildfarn wurde 1753 von Carl von Linné in Species Plantarum Tomus II, S. 1088 als Polypodium lonchitis erstbeschrieben. Die Art wurde 1799 von Albrecht Wilhelm Roth in Tentamen Florae Germanicae Band 3 (1.1) S. 71 als Polystichum lonchitis (L.) Roth in die Gattung Polystichum gestellt. Synonyme von Polystichum lonchitis (L.) Roth sind Aspidium lonchitis (L.) Sw. und Dryopteris lonchitis (L.) Kuntze.

## Sonstiges
Der Lanzen-Schildfarn bildet mit mehreren anderen Arten der Gattung leicht Hybride. Ansonsten handelt es sich um eine Art mit nur wenig variablen Merkmalen.